# Brock Adams
Brock Adams, właśc. Brockman Adams (ur. 13 stycznia 1927 w Atlancie, zm. 10 września 2004 w Stevensville) – amerykański polityk, członek rządu prezydenta Cartera, członek Izby Reprezentantów i senator.
Studiował prawo na Harvardzie (ukończył w 1952); w latach 1944–1946 służył w marynarce wojennej. Od 1952 prowadził prywatną praktykę adwokacką w Seattle, pracował także jako wykładowca w Amerykańskim Instytucie Bankowości. Od stycznia 1965 był z ramienia Partii Demokratycznej członkiem Izby Reprezentantów; w jednej z kadencji Kongresu kierował Komisją Budżetu. W styczniu 1977 zrezygnował z miejsca w Izbie Reprezentantów i objął stanowisko sekretarza transportu w administracji prezydenta Jimmy Cartera; w lipcu 1979 na tym urzędzie zastąpił go Neil Goldschmidt, a Adams powrócił do praktyki prawniczej.
W 1986 został wybrany do Senatu Stanów Zjednoczonych z Waszyngtonu; zasiadał w Senacie od 3 stycznia 1987 do 3 stycznia 1993. Nie zdecydował się kandydować na kolejną kadencję w związku z zarzutami grupy 8 kobiet, które oskarżyły go o molestowanie seksualne; pozostał politykiem, który nie przegrał żadnych wyborów.